# أكمي بردى
أكمي بردى (باليابانية: 茨田 陽生) (30 مايو 1991 في تشيبا في اليابان – )؛ هو لاعب كرة قدم ياباني سابق كان يلعب كلاعب وسط.

## وصلات خارجية
- أكمي بردى على موقع الاتحاد الدولي (مؤرشف)  (الإنجليزية)
- أكمي بردى على موقع رابطة كرة القدم اليابانية للمحترفين (اليابانية)
- أكمي بردى على موقع قاعدة بيانات كرة القدم.إي يو (الإنجليزية)
- أكمي بردى على موقع ليكيب (الفرنسية)
- أكمي بردى على موقع Soccerway.com (الإنجليزية)
- أكمي بردى على موقع عالم كرة القدم.نت (الإنجليزية)
- أكمي بردى على موقع كووورة